# Jørgen Riis
Jørgen Riis eller Ries (1717 – 2. oktober 1749) var en dansk forfatter, satirisk journalist, bladudgiver og dramatiker.
Jørgen Riis ældste søn af skibsskriver på vagtskibet ved Helsingør Peter Riis og Anna Cathrine
født Normann, er født i Helsingør 1717 og blev døbt 8. december. Faderen blev 1723 byfoged i Nysted, hvor han døde 1726.

## Ungdom
Sønnen er uden tvivl opdragen i trange kår, blev 1736 student fra Nykøbing Katedralskole, hvor han 1737 ansattes som hører, tog 1738 bakkalaurgraden og 1741 teologisk eksamen. Da pladsen som øverste hører blev ledig, og rektors stedsøn blev foretrukket for Riis, forlod han skolen og søgte ivrig præstekald, men da hans forhåbninger glippede, kastede han sig på journalistikken og vakte ved udgivelse af moralske ugeblade efter engelsk mønster, særskilt det engelske tidsskrift The Spectator, et voldsomt litterært røre.

## Den danske Spectator
Fra maj 1744 til juli 1745 udkom hans hovedværk: Den danske Spectator eller Sande- og Granskningsmand, som ved siden af almindelig satiriseren over sæder og skikke, laster og dårskaber med en næsten brutal styrke rettede angreb imod enkelte stænder og bestående forhold, mens hans poetiske ugeblad Den danske Anti-Spectator eller en for alle imod den danske Sandemand (juli 1744-marts 1745) under skin af at polemisere imod Spectator med bidende vid slagfærdig gjorde front imod modstanderne, såsom Thomas Christensen Clitau, Jacob Graah, Andreas Johansen Lundhoff og Christian Christopher Reenberg.
Spectator er et tidligt indlæg for århundredets frisindede og humane reformbestræbelser, der som mål sætter det lyksalige seculum, da dyden triumferer. Riis bekæmper fordomme og forudfattede meninger, ironiserer over, at adelskab og ærestitler sættes over sand fortjeneste, mens al ære og højagtelse burde grunde sig på virkelige fuldkommenheder, kritiserer bondens stavnsbånd, infamien ved uægte fødsel, skoledannelsen, der skaber pedanter, dommernes uvidenhed og bestikkelighed og andre administrationens brøst; med en vis forkærlighed hudflettes i skildringer, der røber studier efter naturen, præsternes skrøbeligheder.
Mens Ludvig Holberg med overlegent lune revser sin samtid, er det hos Riis den levende indignation over uretfærdigheden i de bestående tilstande, overklassens magtmisbrug over for de fattige og svage, som har overtaget. I en dæmring lader han endog skimte tanken om menneskenes Lighed og broderskab, som det er forbavsende at træffe her hjemme og på denne tid. Der er på sine steder noget revolutionært ætsende, noget af proletarens personlig oprørte sind, der ligesom lader ane den knyttede næve bag ved den spidse pen. Man må søge langt frem i dansk journalistik for at finde magen. Jens Schielderup Sneedorffs Tilskuer er mat og spag over for Riis.
Og dog giver Spectator næppe et fuldt billede af ham selv, thi han har haft en hård kamp at bestå med censuren, som brød brodden af hans udfald og nødte ham til, som han siger, at skille sine blade ved deres saft og kraft for at komme til slutningen af året. Mens man endnu gættede på Holberg som forfatter, blev Spectator gunstig modtaget af publikum, men da det kom ud, at forfatteren var en ung student, slog velviljen over i sin modsætning.

## Andre værker og videre karriere
Riis's følgende skrifter er populære blade uden satirisk tendens. Månedsskriftet Exegetiske Betænkninger over vigtige og vanskelige Steder i det nye Testamente (marts-maj 1745) skal, skønt det udkomne synes ortodokst uangribeligt, være standset af censuren; ugebladet Den politiske Tilskuer (september – november 1745) faldt for hans gamle modstander Clitaus kritik.
Træt af disse frugtesløse kampe er det vel, at Riis blev fuldmægtig hos byfogeden i København. 1748 tog han juridisk eksamen og beskikkedes samme år til Højesteretsadvokat. I komedien Den ædelmodige Dame (1748), som blev opført på Julius Henrik von Qvotens teater i St. Kongensgade, forsøgte han sig som dramatiker i Holbergs Stil. Han døde pludselig 2. oktober 1749, dagen før han skulde have haft bryllup med jomfru Marie Liungsaa.
Mange muligheder synes at være gåede i graven med ham. Knud Lyne Rahbek har ret i at regne ham til trykke- og tænkefrihedens tidlige og modige stridsmænd.